# Борис Чернев
Борис Петров Чернев е български актьор. През кариерата си се занимава предимно с озвучаване на реклами, филми и сериали. Най-известен е с дублажите си върху „Сексът и градът“, „От местопрестъплението“, „Клъцни/Срежи“, „Изгубени“, „Бягство от затвора“, „Герои“ и „Грозната Бети“. След смъртта му премиерите на сериали, които е озвучил преди това, продължават да се излъчват през 2009 и 2010 г.

## Ранен живот
Роден е на 19 юли 1964 г. Син е на актьора Петър Чернев и съпругата му Пенка, а чичо му е Неделчо Чернев. Негов по-малък брат е Петър Чернев, който също е актьор и е по-известен с дублирането на филми и сериали.
Завършва 9-а френска езикова гимназия „Алфонс дьо Ламартин“. През 1990 г. завършва актьорско майсторство за драматичен театър във ВИТИЗ в класа на професор Николай Люцканов с асистенти Маргарита Младенова и Здравко Митков.

## Актьорска кариера
Работи в театъра в Пазарджик, а по-късно в театър „Ателие 313“. Още като студент участва в радиопиеси за БНР, измежду които „Младите лъвове“ под режисурата на Илиана Беновска.

## Кариера на озвучаващ актьор
Чернев се занимава с озвучаване на реклами, филми и сериали от началото на 90-те години до 2009 г. За първи път е поканен в националната телевизия от режисьорката на дублажи Мария Николова. Озвучавал е във филмите, издавани от Мулти Видео Център, Ай Пи Видео и Видеоком.
През 2005 г. получава номинация за наградата „Икар“ в категория „най-добър дублаж“ (тогава наричана „Златен глас“) за дублажа на „Клонинг“ и „Фрейзър“, заедно с Елена Русалиева за „Блясък“ и „Гувернантката“, и Иван Танев за „Наследството на Гулденбург“ и „Блясък“. Печели Иван Танев.
През 2006 г. е номиниран за дублажа на „Клъцни/Срежи“ и „Изгубени“, заедно с Васил Бинев за „Изгубени“ и „От местопрестъплението: Маями“ (на церемонията подзаглавието е сгрешено с „Лас Вегас“) и Венета Зюмбюлева за „Отдаденост“ и „Всички обичат Реймънд“. Печели Венета Зюмбюлева.
През 2007 г. е номиниран за последно, този път за дублажа на „Бягство от затвора“ и „Изгубени“, заедно с Васил Бинев за „Франк Рива“ и „Бягство от затвора“, Таня Димитрова за „Мърфи Браун“ и „Спешно отделение“, и Елена Русалиева за „Изгубени“ и „Отчаяни съпруги“. Печели Таня Димитрова.
На 25 юни 2005 г. е избран за председател на Гилдията на актьорите, работещи в дублажа. Допреди 2005 г. е имало съюз на озвучаващите артисти в България с председател Иван Танев. След смъртта на Чернев длъжността е поета от Даниел Цочев през есента на 2009 г. На 21 декември 2009 г. му е присъдена статуетка на ГАРД в негова памет, която е връчена на брат му Петър.
През кариерата си често работи с актьорите Васил Бинев и Николай Николов, и участва в дублажи предимно за Нова телевизия и Диема. Едни от последните филми, които е озвучил и са излъчени след смъртта му, са „Събудих се на 30“, „Чакала“ и „Пасионада“ като последният му е „Били Елиът“, излъчен за пръв път по Нова телевизия на 25 април 2009 г., където си партнира с Христина Ибришимова, Татяна Захова, Ани Василева и Васил Бинев под режисурата на Венета Маринова. Последната му работа в сериалите е върху втория сезон на „Герои“ до седми епизод, озаглавен „Извън времето“, първите десет епизода от първи сезон на „Братя и сестри“, четвъртия сезон на „Бягство от затвора“ до шестнайсети епизод и аржентинската теленовела „Законът на любовта“.
| Актьор               | Заглавия | Роли                                                                             |
| -------------------- | --- | -------------------------------------------------------------------------------- |
| Алън Дейл            | Изгубени (от втори до четвърти сезон) Грозната Бети | Чарлс Уидмор Брадфорд Мийд                                                       |
| Арнолд Шварценегер   | Бягащият човек (дублаж на Диема Вижън) Зов за завръщане (първи дублаж на Диема Вижън) Терминатор 2: Денят на страшния съд (първи дублаж на Диема Вижън) Шестият ден | Бен Ричардс Дъглас Куейд/Хаузър Терминаторът/Т-800 Адам Гибсън                   |
| Барт Джонсън         | Училищен мюзикъл (дублаж на Арс Диджитал Студио) Училищен мюзикъл 2 (дублаж на Арс Диджитал Студио) Лас Вегас                                                       | Джак Болтън Бари Бъртовски                                                       |
| Бейли Чейс           | От местопрестъплението Грозната Бети (в първи сезон) | Марти „Месомелачката“ Мейрън Бекс Скот                                           |
| Бернар Фарси         | Такси Такси 2 (дублаж на Диема Вижън) Такси 3 (дублаж на Диема Вижън)                                                                                               | Комисар Жибер                                                                    |
| Били Крудъп          | Слийпърс (дублаж на Брайт Айдиас) Голяма риба (дублаж на Арс Диджитал Студио)                                                                                       | Томи Маркано Уилям „Уил“ Блум                                                    |
| Брад Гарет           | Супермен: Анимационният сериал Лигата на справедливостта | Лобо                                                                             |
| Бъд Спенсър          | Големият мъж: Индианци Големият мъж: Мисия Кондор | Джак „Големият мъж“ Костело                                                      |
| Гейбриъл Бърн        | Обичайните заподозрени Усещане за сняг | Дийн Кийтън Механикът                                                            |
| Даниъл Роубък        | Домашен арест (дублаж на Мулти Видео Център) От местопрестъплението                                                                                                 | Полицай Бриковски Франк Розети                                                   |
| Даниъл Сънджата      | Сексът и градът Спаси ме (от първи до четвърти сезон) | Луис Лирой Франко Ривера                                                         |
| Джеймс Ремар         | Белия зъб (дублаж на bTV) Пътуването (дублаж на Диема Вижън) Сексът и градът (в пети сезон, дублаж на студио Доли)                                                  | Красавеца Смит Макси Дивайн Ричард Райт                                          |
| Джеймс Патрик Стюарт | От местопрестъплението (в някои епизоди са Николай Николов и Силви Стоицов) Лас Вегас                                                                               | Прокурор Адам Матюс Дейв Хънт                                                    |
| Джеймс Фрейн         | Арабски нощи (дублаж на Диема Вижън) Династията на Тюдорите (в първи сезон, дублаж на Арс Диджитал Студио)                                                          | Шахзенан/Султан Харун ал-Рашид Томас Кромуел                                     |
| Джон Ащън            | Ченгето от Бевърли Хилс (дублаж на Диема Вижън) Ченгето от Бевърли Хилс II (дублаж на Диема Вижън) Бързи пари                                                       | Сержант Джон Тагарт Лейтенант Диего                                              |
| Джим Къмингс         | Семейство Адамс (дублаж на Арс Диджитал Студио) Легендата за Тарзан                                                                                                 | Първи шпионин Полковник Жан Стаке                                                |
| Джон Корбет          | Сексът и градът Знак на съдбата | Ейдън Шоу Ларс Хамънд                                                            |
| Джон Тери            | Лас Вегас Изгубени (от първи до четвърти сезон) | Лари Маккой Крисчън Шепърд                                                       |
| Джъстин Теру         | Сексът и градът Вашингтон, окръг Колумбия | Вон Уайзъл Ник Пиърс                                                             |
| Дийн Норис           | Лунно затъмнение От местопрестъплението Лас Вегас | Флеминг Боб Дърам Рей Бренан                                                     |
| Долф Лундгрен        | Универсален войник (първи дублаж на Диема Вижън) Заложници | Сержант Андрю Скот / Джи Ар 13 Сам Декър                                         |
| Доус Бътлър          | Шоуто на Хъкълбери Хрътката Веселите приключения на Мечока Йоги (дублаж на Арс Диджитал Студио)                                                                     | Лъв, Големият Пиер, Рицар и други Мечокът Йоги, Куик Дроу Макгроу и Вълкът Хоуки |
| Ед Гилбърт           | Том и Джери: Филмът (дублаж на Мулти Видео Център) Железният човек (дублаж на Нова телевизия)                                                                       | Пъгси и Татко Старлинг Мандарина                                                 |
| Ейдриън Паздар       | Мистерии Герои (в първи и втори сезон, дублаж на Арс Диджитал Студио)                                                                                               | Деклън Дън Нейтън Петрели                                                        |
| Елиът Гулд           | Бъгси (дублаж на Диема Вижън) Лас Вегас | Хари Грийнбърг Професора                                                         |
| Жан-Кристоф Буве     | Такси 2 (дублаж на Диема Вижън) Такси 3 (дублаж на Диема Вижън) | Генерал Едмон Бертино                                                            |
| Кевин Конрой         | Супермен: Анимационният сериал Лигата на справедливостта | Брус Уейн/Батман                                                                 |
| Кевин Полак          | Доблестни мъже Обичайните заподозрени | Лейтенант Сам Уайнбърг Хокни                                                     |
| Кланси Браун         | Супермен: Анимационният сериал (дублаж на Арс Диджитал Студио) Лигата на справедливостта                                                                            | Лекс Лутор                                                                       |
| Кларк Грег           | Обичайните заподозрени Сексът и градът | Д-р Уолтърс Харис Брагън                                                         |
| Конър О'Фарел        | От местопрестъплението (до осми сезон, в някои епизоди) Бягство от затвора                                                                                          | Джефри Маккийн Агент Милър                                                       |
| Корбин Бърнсън       | Зъболекарят Зъболекарят 2 | Д-р Алън Файнстоун                                                               |
| Кърт Ръсел           | Старгейт (дублаж на Диема Вижън) Инцидентът | Джак О'Нийл Джефри „Джеф“ Тейлър                                                 |
| Кърт Фулър           | Лас Вегас От местопрестъплението Грозната Бети | Арни Сийгъл Шериф Нед Бастил Г-н Танън                                           |
| Локлин Мънро         | От местопрестъплението Лас Вегас | Полицай Хал Уотсън Кевин „Куцуза“ Джъргесън                                      |
| Майкъл Къдлиц        | Лас Вегас Бягство от затвора | Брайън Карлтън Вентури Боб Хъдсън                                                |
| Сам Нийл             | Мерлин (втори дублаж на БНТ) Чиракът на Мерлин (дублаж на БНТ) | Мерлин                                                                           |
| Силвестър Сталоун    | Първа кръв (първи дублаж на Диема Вижън) Рамбо: Първа кръв, втора част (първи дублаж на Диема Вижън) Такси 3 Лас Вегас                                              | Джон Рамбо Пътник до летището Франк                                              |
| Стив Джеймс          | Американска нинджа (първи дублаж на Диема Вижън) Американска нинджа 2 (първи дублаж на Диема Вижън) Американска нинджа 3 (първи дублаж на Диема Вижън)              | Къртис Джаксън                                                                   |
| Уесли Снайпс         | Влакът трезор (първи дублаж на Диема Вижън) Фаворитът | Джон Пауъл Монро „Фаворита“ Хъчинс                                               |
| Уилям Абади          | Сексът и градът Грозната Бети | Тони Филип Мишел                                                                 |
| Хю Хефнър            | Сексът и градът Лас Вегас | Себе си                                                                          |
| Шон Астин            | Лас Вегас Херкулес (дублаж на bTV) | Лойд Кембъл Лайнъс                                                               |
| Шон Конъри           | Шотландски боец 2 (дублаж на Диема Вижън) Първият рицар (дублаж на Диема Вижън)                                                                                     | Хуан Санчес Вила-Лобос Рамирес Крал Артур                                        |
| Ърни Хъдсън          | Ловци на духове (дублаж на Диема Вижън) Ловци на духове 2 (дублаж на Диема Вижън) Лас Вегас                                                                         | Уинстън Зедмор Боб Кейси                                                         |

## Личен живот
Чернев има зад гърба си един развод. Няма деца.

## Смърт
След боледуване Борис Чернев умира внезапно на 6 април 2009 г. На 7 април Нова телевизия и БНТ 1 са единствените телевизии, които съобщават за смъртта му. Опелото се състои в столичния храм „Свети Георги“ на 9 април от 11:00.

## Филмография
- „Време за път“ (1988)
- „Трафик“ (1994, втора серия от „Полицаи и престъпници“) – Билян
- „Купонът на феите“ (1994)